# Кордова (Аляска)
Кордова (англ. Cordova) — місто (англ. city) в США, в окрузі Вальдес-Кордова штату Аляска. Населення — 2609 осіб (2020).
Розташоване поруч із гирлом Мідної річки (англ. Copper River), на південно-східному березі бухти Орка (англ. Orca Inlet), на східній стороні протоки Принца Вільгельма, на території національного лісу Чугач. Спочатку (в 1790) іспанський мореплавець Сальвадор Фідальго (ісп. Salvador Fidalgo) назвав це місце Пуерто-Кордова (ісп. Puerto Cordova).

## Історія
Кордова було засноване внаслідок відкриття високоякісної мідної руди на північ від нього. В 1960-х сюди тікало багато білих та філіппінців з Філіппін.
У Кордові мешкав останній носій еякської мови Мері Сміт Джонс.

## Географія
Кордова розташована за координатами 60°31′48″ пн. ш. 145°38′31″ зх. д. / 60.53000° пн. ш. 145.64194° зх. д. (60.530138, -145.642065).  За даними Бюро перепису населення США в 2010 році місто мало площу 195,95 км², з яких 155,31 км² — суходіл та 40,63 км² — водойми.

### Клімат
Місто знаходиться у зоні, котра характеризується континентальним субарктичним кліматом. Найтепліший місяць — липень із середньою температурою 12.4 °C (54.4 °F). Найхолодніший місяць — січень, із середньою температурою -3.1 °С (26.5 °F).
| Клімат Кордови          | Клімат Кордови | Клімат Кордови | Клімат Кордови | Клімат Кордови | Клімат Кордови | Клімат Кордови | Клімат Кордови | Клімат Кордови | Клімат Кордови | Клімат Кордови | Клімат Кордови | Клімат Кордови | Клімат Кордови |
| Показник                | Січ.           | Лют.           | Бер.           | Квіт.          | Трав.          | Черв.          | Лип.           | Серп.          | Вер.           | Жовт.          | Лист.          | Груд.          | Рік            |
| Абсолютний максимум, °C | 14             | 9              | 11             | 18             | 25             | 26             | 28             | 26             | 21             | 21             | 12             | 8              | 28             |
| Середній максимум, °C   | 0,9            | 2,2            | 4,1            | 8              | 12,2           | 15             | 16,3           | 16,5           | 13,4           | 8,3            | 2,9            | 1,6            | 8,5            |
| Середня температура, °C | −3,1           | −2,1           | −0,4           | 3,3            | 7,4            | 10,7           | 12,4           | 12,2           | 8,9            | 4,3            | −0,9           | −2             | 4,3            |
| Середній мінімум, °C    | −7             | −6,3           | −5             | −1,4           | 2,7            | 6,3            | 8,6            | 7,8            | 4,5            | 0,3            | −4,7           | −5,6           | 0,1            |
| Абсолютний мінімум, °C  | −32            | −36            | −31            | −22            | −6             | −1             | 1              | −1             | −6             | −11            | −27            | −28            | −36            |
| Норма опадів, мм        | 180.3          | 154.9          | 134.6          | 116.8          | 139.7          | 124.5          | 144.8          | 254            | 345.4          | 287            | 177.8          | 236.2          | 2296.2         |
| Днів з опадами          | 18,4           | 15,6           | 16,1           | 16,6           | 17,7           | 17,7           | 19,7           | 18,8           | 21             | 21,1           | 17,7           | 19,5           | 219,9          |
| Днів з дощем            | 10             | 8              | 6              | 6              | 7              | 6              | 9              | 11             | 17             | 16             | 12             | 11             | 125            |
| Днів зі снігом          | 8,1            | 7,1            | 7,9            | 3              | 0,1            | 0              | 0              | 0              | 0              | 1              | 5,6            | 8,7            | 41,5           |
| ----------------------- | -------------- | -------------- | -------------- | -------------- | -------------- | -------------- | -------------- | -------------- | -------------- | -------------- | -------------- | -------------- | -------------- |
| Джерело: Weatherbase    |                |                |                |                |                |                |                |                |                |                |                |                |                |

## Демографія
Згідно з переписом 2010 року, у місті мешкало 2239 осіб у 922 домогосподарствах у складі 575 родин. Густота населення становила 11 осіб/км².  Було 1100 помешкань (6/км²).
Расовий склад населення:
| - 70,3 % — білих - 10,9 % — азіатів - 8,8 % — корінних американців - 0,4 % — чорних або афроамериканців |

До двох чи більше рас належало 9,0 %. Частка іспаномовних становила 4,2 % від усіх жителів.
За віковим діапазоном населення розподілялося таким чином: 23,3 % — особи молодші 18 років, 67,0 % — особи у віці 18—64 років, 9,7 % — особи у віці 65 років та старші. Медіана віку мешканця становила 42,2 року. На 100 осіб жіночої статі у місті припадало 115,3 чоловіків;  на 100 жінок у віці від 18 років та старших — 116,5 чоловіків також старших 18 років.
Середній дохід на одне домашнє господарство  становив 108 285 доларів США (медіана — 85 833), а середній дохід на одну сім'ю — 131 285 доларів (медіана — 117 587). За межею бідності перебувало 5,8 % осіб, у тому числі 0,0 % дітей у віці до 18 років та 0,0 % осіб у віці 65 років та старших.
Цивільне працевлаштоване населення становило 1548 осіб. Основні галузі зайнятості: освіта, охорона здоров'я та соціальна допомога — 26,8 %, сільське господарство, лісництво, риболовля — 21,4 %, виробництво — 13,0 %, публічна адміністрація — 7,6 %.

## Інфраструктура
Морський порт. Два аеропорти, Кордова Сміт та муніципальний аеропорт Кордови.

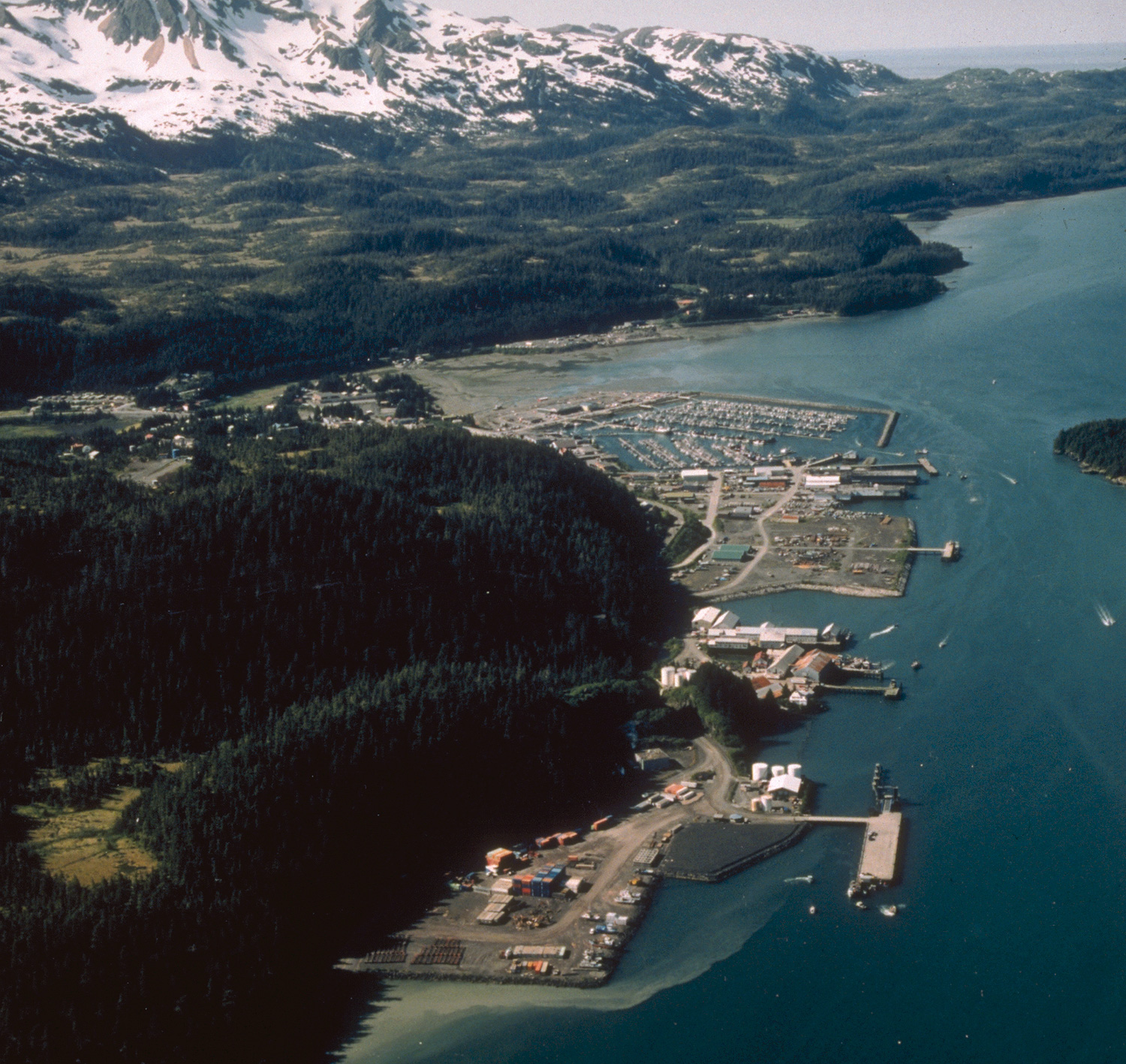
Вид на місто Кордова